# 夕映えにゆれて
「夕映えにゆれて」（ゆうばえにゆれて）は夏川りみの再デビュー第一弾シングル。1999年5月21日発売。

## 収録曲
1. 夕映えにゆれて
  - 作詞：及川眠子／作曲：都志見隆／編曲：岩本正樹
2. サヨナラを抱きしめて
  - 作詞：冬弓ちひろ／作曲：浅野佑悠輝／編曲：岩本正樹
3. 夕映えにゆれて（オリジナル・カラオケ）
4. サヨナラを抱きしめて（オリジナル・カラオケ）